# Secretaria Especial do Tesouro e Orçamento
Secretaria Especial do Tesouro e Orçamento, anteriormente chamada de Secretaria Especial de Fazenda, é um órgão da administração pública direta, integrante do organograma do Ministério da Economia do Brasil. Foi criada em 1 de janeiro de 2019 pela Medida Provisória 870, no governo do presidente Jair Bolsonaro e do ministro Paulo Guedes.
É responsável pela supervisão da administração financeira e contabilidade pública; da elaboração, acompanhamento e avaliação do plano plurianual de investimentos e dos orçamentos anuais; da administração das dívidas públicas interna e externa; e das negociações econômicas e financeiras com governos, organismos multilaterais e agências governamentais.
Também supervisiona a realização de estudos e pesquisas para acompanhamento da conjuntura econômica e a avaliação dos impactos políticas e programas do governo, bem como a elaboração de estudos para reformulação de políticas públicas, dentre outras atribuições.

## Organograma
A Secretaria Especial de Fazenda está dividida nas seguintes Unidades:
- Departamento de Gestão de Fundos (DEF)
- Secretaria de Orçamento Federal (SOF)
- Secretaria do Tesouro Nacional (STN)
- Secretaria de Política Econômica (SPE)
- Secretaria de Avaliação de Políticas Públicas, Planejamento, Energia e Loteria (SECAP)

## Secretários
| Nº | Secretário               | Início          | Término         | Ministro da Fazenda (indicação) | Presidente (indicação) |
| -- | ------------------------ | --------------- | --------------- | ------------------------------- | ---------------------- |
| 1  | Waldery Rodrigues Júnior | janeiro de 2019 | maio de 2021    | Paulo Guedes                    | Jair Bolsonaro         |
| 2  | Bruno Funchal            | maio de 2021    | outubro de 2021 | Paulo Guedes                    | Jair Bolsonaro         |
| 3  | Esteves Colnago          | outubro de 2021 | -               | Paulo Guedes                    | Jair Bolsonaro         |

## Órgãos Colegiados
A Secretaria Especial de Fazenda tem como competência assistir ao ministro da Economia na supervisão e coordenação de diversos órgãos colegiados:
- Conselho Monetário Nacional (CMN) - O Conselho Monetário Nacional é o órgão superior do Sistema Financeiro Nacional e tem a responsabilidade de formular a política da moeda e do crédito, objetivando a estabilidade da moeda e o desenvolvimento econômico e social do País. Tem como membros votantes o ministro da Economia (presidente), o presidente do Banco Central do Brasil e o secretário especial de Fazenda.[5]
- Conselho Nacional de Política Fazendária (CONFAZ) -   É um colegiado formado por secretários de Fazenda, Finanças ou Tributação dos estados e do Distrito Federal que tem como principal competência celebrar convênios para efeito de concessão ou revogação de isenções, incentivos e benefícios fiscais e financeiros do Imposto sobre Circulação de Mercadorias e Serviços (ICMS).  O CONFAZ atualmente está vinculado à Fazenda,[6] que exerce sua secretaria executiva, sendo o secretário especial de Fazenda seu presidente substituto.[7]
- Conselho de Recursos do Sistema Financeiro Nacional (CRSFN) - é um órgão colegiado de segundo grau integrante da estrutura do Ministério da Economia e tem por finalidade julgar, em última instância administrativa, os recursos contra as sanções aplicadas pelo Banco Central do Brasil (BC) e Comissão de Valores Mobiliários (CVM) e, nos processos de lavagem de dinheiro, as sanções aplicadas pelo Conselho de Controle de Atividades Financeiras (COAF), pela Superintendência de Recursos Privados (SUSEP) e demais autoridades competentes.
- Conselho Nacional de Seguros Privados (CNSP) - É o órgão colegiado responsável por fixar as diretrizes e normas da política de seguros privados.
- Conselho de Recursos do Sistema Nacional de Seguros Privados, de Previdência Privada Aberta e de Capitalização (CRSNSP): É um órgão colegiado de segundo grau que julga, em última instância administrativa, os recursos contra as sanções aplicadas pela Superintendência de Seguros Privados (SUSEP).
- Conselho de Supervisão do Regime de Recuperação Fiscal (CSRRF) - É responsável por monitorar o cumprimento dos Regimes de Recuperação Fiscal  - criado pela 159/2017 para fornecer aos estados com grave desequilíbrio financeiro os  instrumentos para o ajuste de suas contas - e apresentar ao Ministério da Economia um relatório mensal simplificado sobre a sua execução e sobre a evolução da situação financeira do Estado.[8] É formado por três conselheiros, que são indicados pelo Ministério da Economia, pelo Tribunal de Contas da União e pelo estado que se encontra em recuperação fiscal.
- Conselho Curador do Fundo de Garantia por Tempo de Serviço  (CCFGTS) - É o colegiado responsável por gerir e administrar o Fundo de Garantia por Tempo de Serviço. É um órgão tripartite, presidido por representante da Secretaria Especial de Fazenda e composto por entidades representativas dos trabalhadores, dos empregadores e representantes do Governo Federal.[9]
- Conselho Deliberativo do Fundo de Amparo ao Trabalhador (CODEFAT): É o colegiado responsável pela gestão do Fundo de Amparo ao Trabalhador (FAT). É composto por representantes dos trabalhadores, dos empregadores e do governo, que atua como gestor do FAT.[10] A secretaria-executiva é exercida pelo Departamento de Gestão de Fundos da Secretaria Especial de Fazenda.[11]